# 第3施設群
第3施設群（だいさんしせつぐん、JGSDF 3rd Engineer Group(Construction)）は、陸上自衛隊朝霞駐屯地座間分屯地（神奈川県相模原市）に群本部が駐屯していた第1施設団隷下の施設科部隊で2001年（平成13年）3月26日に廃止された。施設科部隊としてさまざまな災害派遣や国際貢献活動で活躍していた。

## 沿革
第102建設大隊
- 1954年（昭和29年）9月10日：第102建設大隊が豊川駐屯地において新編。
- 1960年（昭和35年）2月26日：第102建設大隊が豊川駐屯地から朝霞駐屯地に移駐。
- 1961年（昭和36年）8月17日：第102建設大隊が新編された第1施設団に編合。
- 1971年（昭和46年）10月20日：第102建設大隊が朝霞駐屯地から朝霞駐屯地座間分屯地（座間キャンプ日米共同使用開始により開設）へ移駐。

第3施設群
- 1972年（昭和47年）8月1日：第102建設大隊（座間分屯地）を廃止・改編し、第3施設群が座間分屯地に新編。第1施設団に編合。

※ 編成（群本部・本部中隊、第302施設中隊～第304施設中隊、第301ダンプ車両中隊、第301施設器材中隊、第317地区施設隊（北富士駐屯地））
- 1984年（昭和59年）3月26日：第301ダンプ車両中隊（座間分屯地）が第1施設団に編合。
- 1991年（平成03年）3月29日：第317地区施設隊（北富士駐屯地）を廃止・改編し、第351施設中隊を北富士駐屯地に新編。
- 2001年（平成13年）3月26日：第3施設群（座間分屯地）を廃止。分屯地司令職務は宇都宮駐屯地から移駐してきた第4施設群に移管。

## 廃止時の部隊編成・駐屯地
編成
- 第3施設群本部
- 本部管理中隊「3施群-本」
- 第302施設中隊「302施」
- 第303施設中隊「303施」
- 第304施設中隊「304施」
- 第351施設中隊「351施」
- 第301施設器材中隊「301施器」

駐屯地
- 朝霞駐屯地座間分屯地（神奈川県座間市）
  - 群本部および本部管理中隊
  - 第302施設中隊
  - 第303施設中隊
- 朝霞駐屯地（東京都練馬区）
  - 第304施設中隊
  - 第301施設器材中隊（朝霞駐屯地）
- 北富士駐屯地（山梨県南都留郡忍野村）
  - 第351施設中隊

## 歴代の主要幹部
| 代 | 氏名     | 在職期間                        | 前職                                    | 後職                                                       |
| -- | -------- | ------------------------------- | --------------------------------------- | ---------------------------------------------------------- |
| 01 | 横江金吾 | 1972年08月01日 - 1974年03月15日 | 第1施設団本部付                         | 陸上自衛隊幹部学校学校教官                                 |
| 02 | 片岡博文 | 1974年03月16日 - 1975年07月15日 | 陸上自衛隊幹部学校学校教官              | 第7師団司令部幕僚長                                        |
| 03 | 山内長昌 | 1975年07月16日 - 1977年07月31日 | 陸上幕僚監部第4部建設班長               | 東部方面総監部総務課勤務                                   |
| 04 | 待木松雄 | 1977年08月01日 - 1979年07月31日 | 陸上自衛隊施設学校勤務                  | 第1施設団副団長                                            |
| 05 | 牧田直義 | 1979年08月01日 - 1981年03月15日 | 陸上幕僚監部付                          | 統合幕僚会議事務局第4幕僚室勤務                            |
| 06 | 小林茂昭 | 1981年03月16日 - 1983年07月31日 | 陸上幕僚監部装備部施設課 営繕班長       | 武山駐屯地業務隊長                                         |
| 07 | 上谷堅士 | 1983年08月01日 - 1986年03月16日 | 東北方面総監部装備部施設課長            | 技術研究本部 技術開発官（陸上担当）付 第2班長              |
| 08 | 乾一宇   | 1986年03月17日 - 1988年03月31日 | 陸上幕僚監部調査部調査第2課 調査第4班長 | 防衛研究所所員                                             |
| 09 | 森勝信   | 1988年04月01日 - 1990年03月31日 | 第4師団司令部第3部長                    | 西部方面総監部装備部長                                     |
| 10 | 深見重満 | 1990年04月01日 - 1992年03月31日 | 第3施設団本部高級幕僚                   | 第4施設団副団長                                            |
| 11 | 前田稔   | 1992年04月01日 - 1993年07月31日 | 陸上幕僚監部装備部開発課 総括班長       | 北部方面総監部装備部長                                     |
| 12 | 武知眞澄 | 1993年08月01日 - 1996年07月31日 | 陸上幕僚監部人事部募集課 総括班長       | 霞ヶ浦駐屯地業務隊長                                       |
| 13 | 大西正俊 | 1996年08月01日 - 1998年06月30日 | 陸上幕僚監部防衛部研究課 研究班長       | 陸上幕僚監部教育訓練部教育課長                             |
| 14 | 鈴木義長 | 1998年07月01日 - 2000年03月29日 | 陸上幕僚監部人事部人事計画課 制度班長   | 統合幕僚会議事務局第3幕僚室 教育訓練調整官 兼 教育訓練班長 |
| 末 | 湖崎隆   | 2000年03月30日 - 2001年03月27日 | 陸上幕僚監部防衛部防衛課 編成班長       | 陸上自衛隊幹部学校付 →2001年3月31日 同校主任教官           |

## 廃止（改編）部隊
- 1984年（昭和59年）3月26日部隊異動
  - 第301ダンプ車両中隊「301ダンプ」（座間分屯地）：第1施設団の直轄部隊となる。
- 1991年（平成03年）3月29日廃止
  - 第317地区施設隊「317地施」（北富士駐屯地）：第351施設中隊に改編。